# Rhizophora mangle
Rhizophora mangle là một loài thực vật có hoa trong họ Rhizophoraceae. Loài này được L. miêu tả khoa học đầu tiên năm 1753.

## Hình ảnh

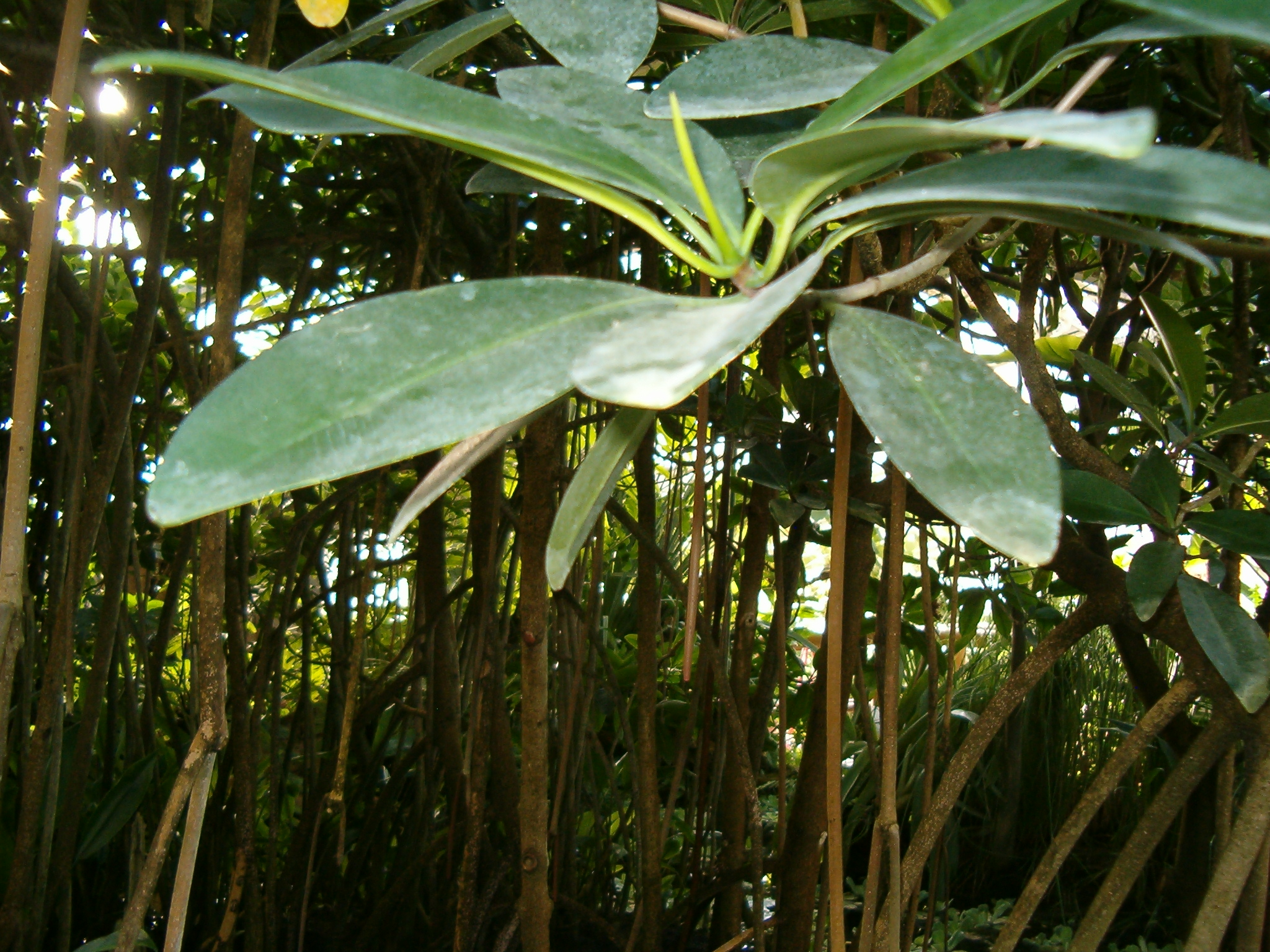
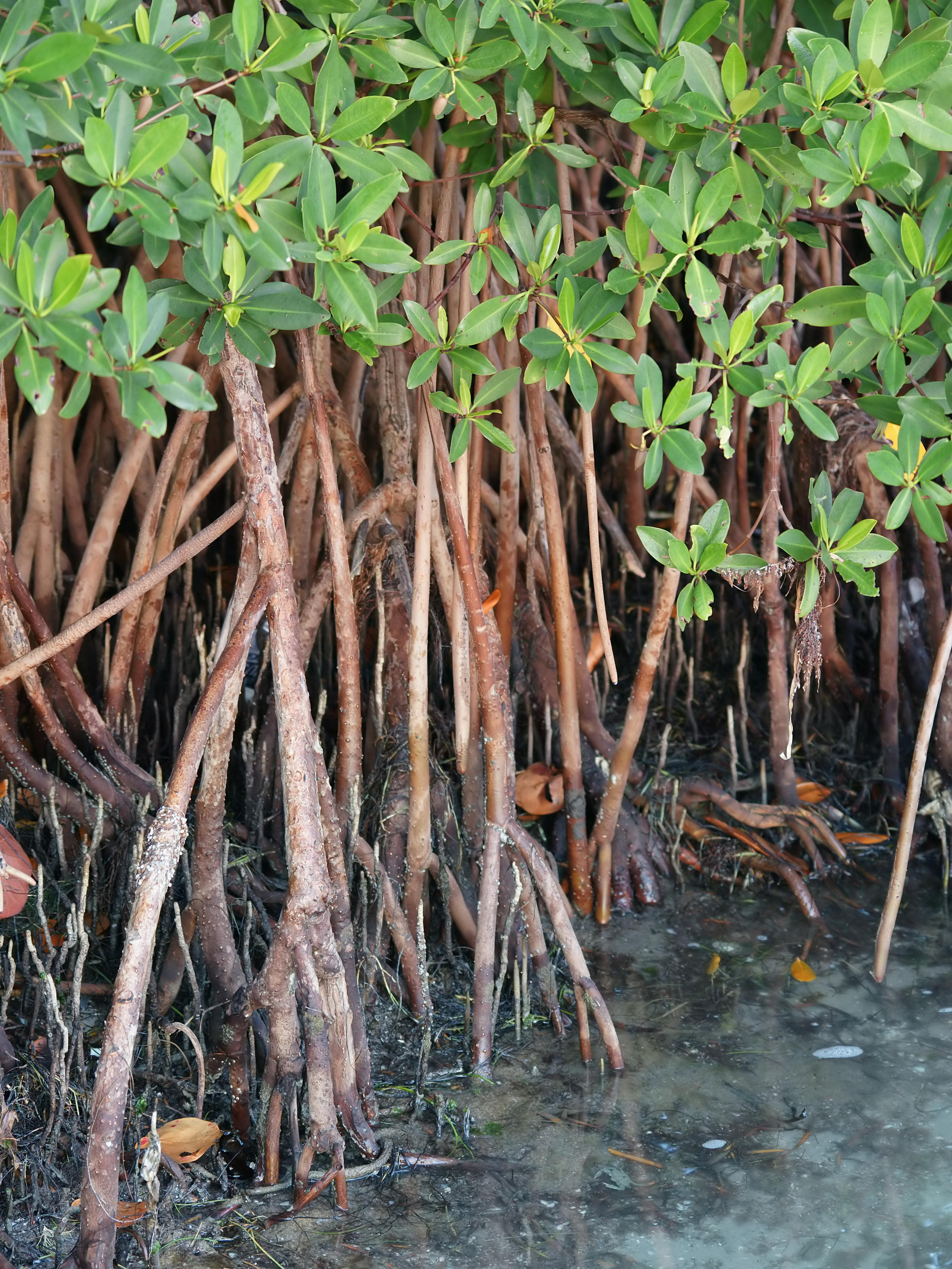
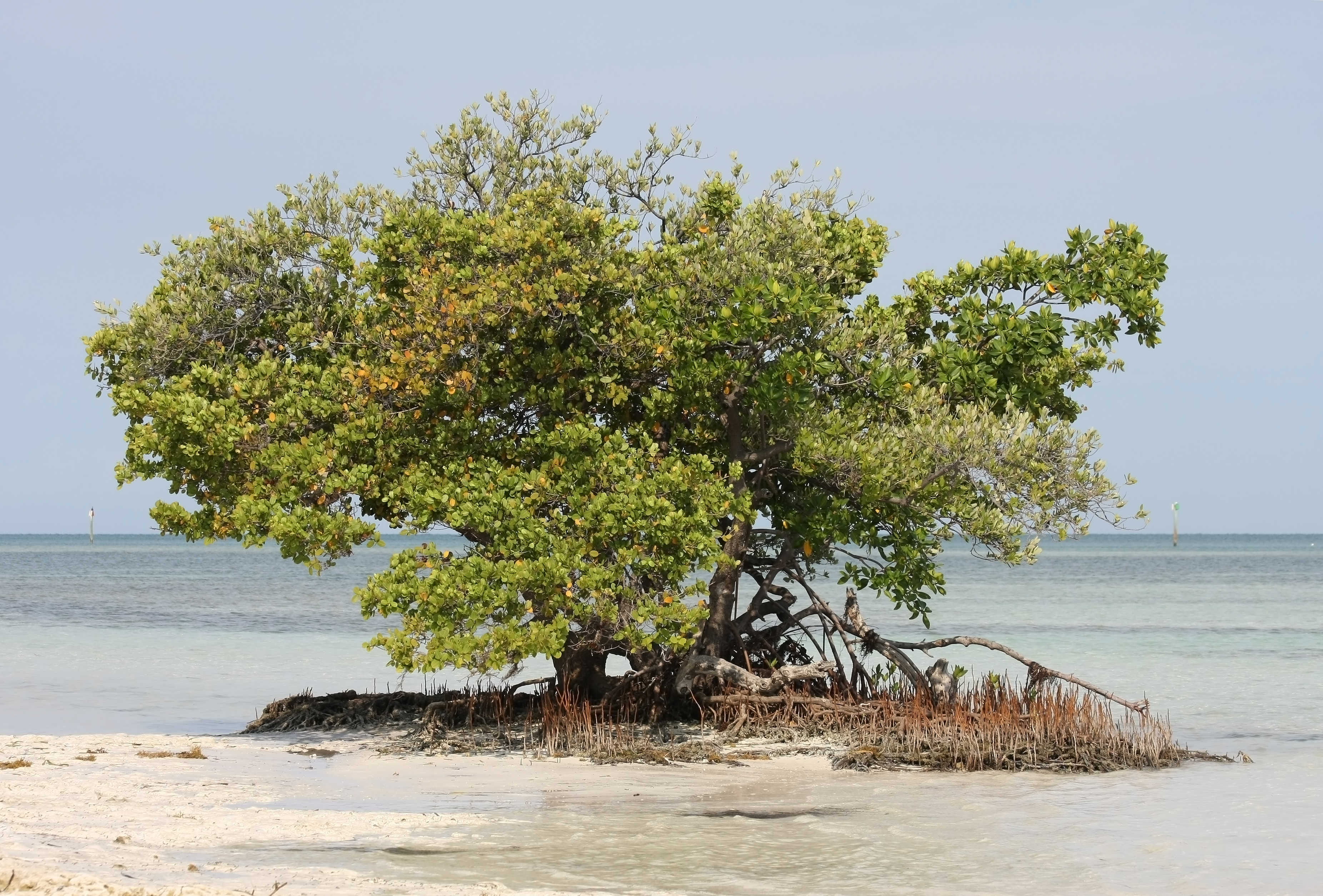
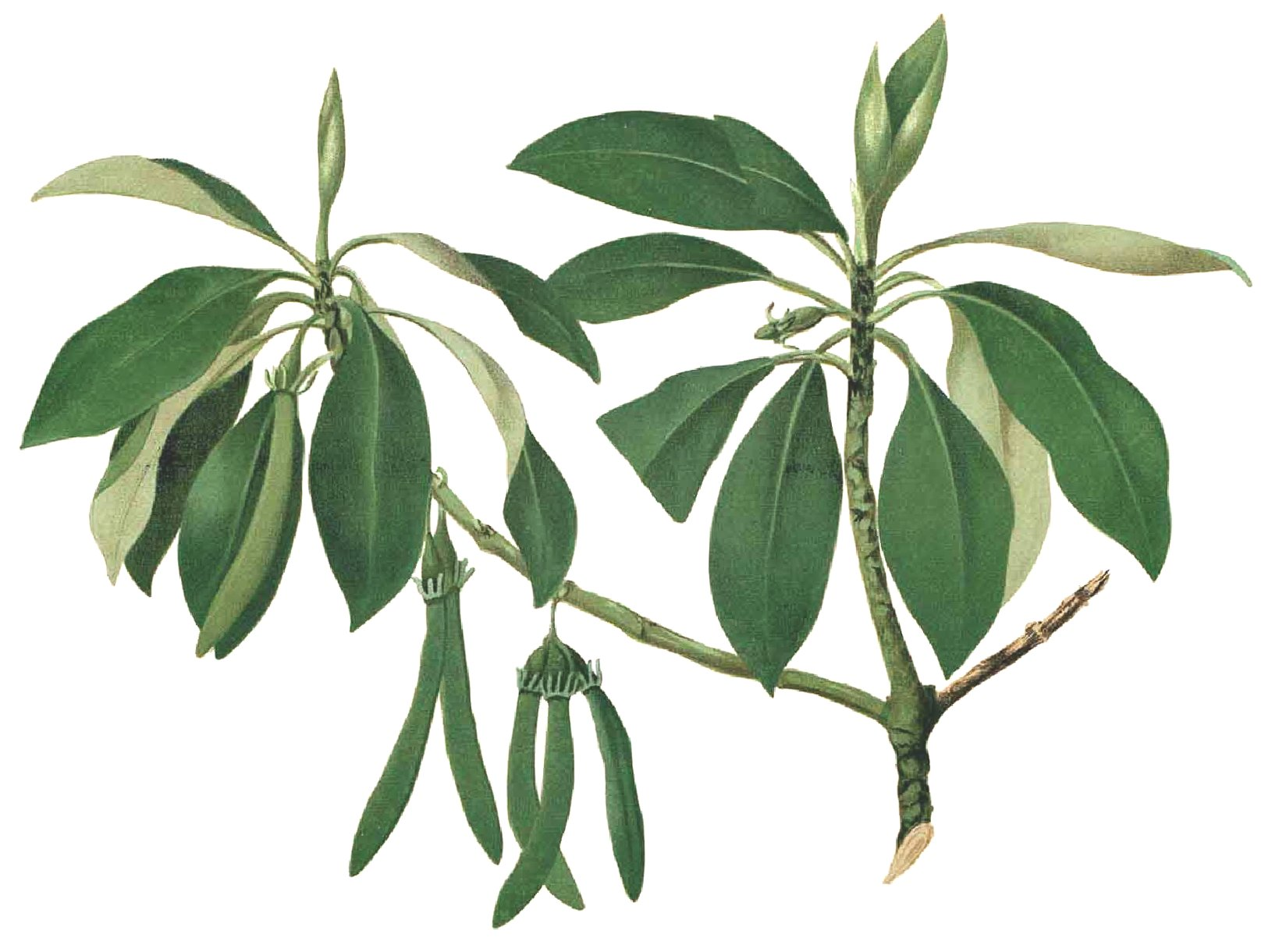